# Малый Острожок
Малый Острожок (укр. Малий Острожок) — село на Украине, находится в Хмельницком районе Винницкой области.
Код КОАТУУ — 0524881202. Население по переписи 2001 года составляет 119 человек. Почтовый индекс — 22041. Телефонный код — 4338.
Занимает площадь 1,5 км².

## Адрес местного совета
22041, Винницкая область, Хмельницкий р-н, с. Вишенки, ул. Колгоспна, 4